# أحمد هدلة
أحمد رمضا ن هدلة (ولد 1976 م) سياسي وبرلماني سوري.

## سيرته
ولد أحمد رمضان هدلة في محافظة حلب، عام 1976. حصل على إجازة في الحقوق من جامعة حلب.
عضو اللجنة المركزية في حزب الاتحاد العربي الديمقراطي، وعضو مجلس الشعب للدور التشريعي الرابع.
عُيِّن رئيسًا للملتقى الوطني للثقافة والإعلام في حلب، وشغل منصب وزير دولة في حكومة محمد غازي الجلالي.